# Ferry van Leeuwen
Ferry Gijsbertus van Leeuwen (Rotterdam, 17 september 1962) is een Nederlandse zanger, songwriter en gitarist. Naast zijn solocarrière heeft hij ook in bands als Boom Boom Mancini en de Memories Band gezeten.

## Biografie
Van Leeuwen groeide op in een arbeidersgezin als enig kind. Zijn vader werkte in de haven en zijn moeder was huisvrouw. In zijn huis werd veel muziek gedraaid. Hij begon naar eigen zeggen al liedjes van de radio mee te zingen toen hij 6 was. Van Leeuwen stond in de brugklas met een zelfgemaakte microfoon.
Op de mavo sleet hij zijn schooldagen. Hij richtte samen met vrienden het bandje Messenger op. Daar ging hij gitaar spelen en eerst was hij daar frontman.
Hij speelde in de jaren 80 in de bands Boom Boom Mancini en de Novoband, deed in 1992 mee aan het Nationaal Songfestival met 'Een klassieke liefde' en werd daarna gevraagd voor KRO Memories en de bands van Marco Borsato en Edwin Evers. Daarnaast was Van Leeuwen een van de zangers van de I Luv Holland Band in Ik hou van Holland. Met de Edwin Evers Band treedt hij nog zeer geregeld op in theaters in het land.
In 2014 verscheen zijn derde solo-cd.

## Televisiemuziek
- Pokémon (2001) Zanger titelsong seizoen 3, Zanger Karaokémonnummers  "Lied van Jigglypuff" en "Twee Perfecte Meiden"
- Memories (2002): Jij & Ik, titelsong KRO Memories, uitgebracht op single.

## Discografie

### Albums
- Hart van een winnaar (1999)
- Pokémon: De Reis van Johto (2001)
- Pokémon 3: The Ultimate Soundtrack - Nederlandse versie (2001)
- Intens (2006)
- Binnen (verschijnt maart 2014)

### Singles
- Zonder Jouw Liefde (1998)
- Hart van een winnaar (1999)
- Niemand doet wat jij me deed (1998)
- Neus In De Boter (1999)
- Memories: Jij & Ik (nog één keer samen) (24-8-2002) #32 Mega Top 50
- Memories: Neem Me Mee (2003)
- Intens (2006)
- Jij en ik (2006)
- Kind van de rekening (2007)